# لاس نيلسين
لاس نيلسين (بالدنماركية: Lasse Nielsen) (8 يناير 1988 الدنمارك - ) هو لاعب كرة قدم دانمركي، يلعب كمدافع.

## وصلات خارجية
لاس نيلسين على موقع الاتحاد الأوربي (الإنجليزية)
- لاس نيلسين على موقع اتحاد السويد (السويدية)
- لاس نيلسين على موقع قاعدة بيانات كرة القدم.إي يو (الإنجليزية)
- لاس نيلسين على موقع ناشيونال فوتبول تيمز (الإنجليزية)
- لاس نيلسين على موقع Soccerway.com (الإنجليزية)
- لاس نيلسين على موقع AS.com (الإسبانية)